# Franc Žitnik (inženir)
Franc Žitnik, slovenski inženir, tekstilni strokovnjak in gospodarstvenik, * 2. julij 1913, Grosuplje, † 27. januar 2005, Črni potok.

## Življenje in delo
Leta 1939 je diplomiral na Visoki tekstilni šoli v Sorauu v Nemčiji (zdaj Żary, Poljska). Po diplomi se je zaposlil v tekstilni tovarni Jugočeška v Kranju (1935-1936) in nato v tovarni Motvoz in platno v Grosupljem (1939-1943). Jeseni 1943 se je pridržil NOB in ostal v partizanih do konca vojne. Po osvoboditvi je bil načelnik zvezne uprave za tekstil, usnje in gumo v Beogradu (1945-1947). Pozneje pa je bil med drugim višji industrijski inženir pri Glavni direkciji tekstilne industrije v Ljubljani (1947-1952), glavni direktor Bombažne predilnice i tkalnice v Tržiču (1953-1955, 1958-1968), pomočnik in svetovalec generalnega direktorja Jugotekstila (1968-1976). Žitnik je bil po vojni eden najzaslužnejših za obnovo slovenske in jugoslovanske tekstilne industrije, po končani obnovi pa je spodbujal njeno hitrejšo modernizacijo, povezovanje in strokovno sodelovanje.